# Särartsfeminism
Särartsfeminismen anser att eftersom män och kvinnor är biologiskt olika ger det de bägge könen olika kvalitéer, vilket leder till att könen är mer lämpade för vissa uppgifter. Samhällets statusskillnader mellan de manliga och kvinnliga rollerna accepteras inte, utan särartsfeministerna vill att värderingen skall vara jämlik.

## Definition
Särartsfeminism, även kallad essentialistisk feminism eller livmodersfeminism, är en av feminismens två huvudinriktningar. De skillnader mellan kvinnors och mäns intressen, yrkesval och beteenden som kan observeras i statistiken beror enligt särartsfeminister både på både arv och miljö, det vill säga både på medfödda könskillnader och på kulturella faktorer. Enligt särartsfeminismen leder könens biologiska skillnader till att vi utvecklar olika kvalitéer och egenskaper, som i sin tur gör oss bättre lämpade för vissa saker än andra. Det är de biologiska skillnaderna som motiverar att vi gör saker olika beroende på vilket kön vi tillhör. Skillnader mellan könen ses alltså av särartsfeminister (enligt kritiker) som biologiskt givna. Den feministiska strategin hos särartsfeminismen är att ge den kvinnliga särarten lika status som den manliga. Särartsfeminismen accepterar inte någon statusskillnad mellan könsrollerna utan dessa ska vara jämlika.
Särartsfeminismens tankegångar kan jämföras med sociologins funktionalistiska perspektiv. Talcott Parsons, en av sociologins klassiker, menade att individer anpassas till sociala system genom värden, normer, roller och sanktioner. Normer säger till oss hur vi bör bete oss för att uppnå ett visst värde, och dessa normer yttrar sig i olika roller som vi tar på oss. Följer vi normerna belönas vi med positiva sanktioner, men avviker vi från dem bestraffas vi med negativa sanktioner.  Parsons ansåg att familjelivet fungerade mer effektivt och att sammanhållningen inom familjen stärks genom den traditionella arbetsfördelning som fanns mellan kvinnor och män. Enligt Parson uppstod en balans när mannen tog på sig rollen som försörjare och kvinnan tog på sig rollen som ansvarig för barnen.  Denna arbetsdelning har dock kritiserats då den leder till att ge mannen makt medan kvinnan hamnar i en beroendeställning, och på så vis får begränsad frihet.

## Avgränsning mot likhetsfeminism
Den andra huvudinriktningen inom feminism, likhetsfeminism, ser den biologiska skillnaden som liten eller obetydlig. Båda inriktningarna erkänner skillnader mellan könen, men medan likhetsfeminismen strävar efter att upphäva dessa vill särartsfeminismen behålla dem.
Vad det är som ska förändras i ett patriarkalt samhälle är en fråga där särarts- och likhetsfeminism har olika svar. Likhetsfeminister anser att det är verkligheten som vi bör ändra på, hur kvinnor och män uppfostras olika, vilka arbeten vi har, vilka hushållsuppgifter vi utför, hur stor makt vi har och hur mycket pengar vi tjänar. Särartsfeminister däremot vill förändra värderingen av denna verklighet, vilka arbeten som anses ha hög status, vilka uppgifter som klassas som värdefulla och vad som i själva verket ska definieras som makt. Att män och kvinnor har fått olika uppgifter, givna av naturen, men att kulturen står för värderingen av dessa, och nedvärderat saker associerat med kvinnor, är något särartsfeminismen anser. Enligt särartsfeminismen utrustar våra hjärnor och hormoner kvinnor och män med olika egenskaper. Problemet med patriarkatet blir då att kvinnor och det ”kvinnliga” nedvärderas till förmån för männen och det ”manliga”. Likhetsfeminismen betonar istället kulturens roll. Vi växer alla upp i ett samhälle där vi kategoriseras in i fack och tränas in i olika roller. Som kvinna skulle det betyda att du bland annat lär dig att behaga, lyssna, stämma av och tränas i relationer. Utifrån detta utvecklar vi särskilda egenskaper.
Som individ försöker vi alla leva upp till förväntningar på oss från olika roller vi har. En stor del av vår identitet är just kön och vi vill alla få våra identiteter bekräftade, då alltså också vår könstillhörighet. Som kvinna strävar du då efter att exempelvis vara vacker, förstående, öm, etcetera. Att bryta mot en inlärd roll är inte lätt. Tappar du en roll förlorar du också en del av din identitet.  Särartsfeminismen feministiska strategi att inte bryta mot några könsroller, enbart kämpa för att ge den högstatus, kräver inte att identiteten problematiseras, vilket betyder att det är en lugnande strategi.  Det blir då lättare att vara feminist om det inte står i konflikt med kulturens krav på den kvinnliga identiteten.

## Kritik mot särartsfeminism
Särartsfeminismen befäster enligt kritiker kontrasterna mellan män och kvinnor. Därefter placeras skillnaderna i en natur som endast delvis går att påverka. Särartsfeminister menar att naturen givit män och kvinnor olika förutsättningar och intressen för att göra olika uppgifter, men att kulturen står för värderingen av dessa. Denna kultur har nedvärderat de kvinnliga uppgifterna och feministernas uppgift blir då att förändra statusen på dessa uppgifter, inte positionerna. Kritiker av särartsfeminism menar att när könen, och könens roller, placeras i en natur skulle det omöjliggöra kulturens chans till förändring av dessa roller.

## Forskning kring biologiska skillnader mellan könen
Det finns en del forskning som pekar på att det finns biologiska skillnader mellan män och kvinnor som leder till skillnader när det gäller intressen, sysselsättning, osv.
Raquel Gurs forskning har visat att mäns och kvinnors hjärnor fungerar på olika sätt, exempelvis är kvinnors hjärnor mindre än mäns hjärnor, även om man tar hänsyn till att kvinnor i regel är mindre än män, därtill är aktiviteten inom varje hjärnhalva större hos män medan kvinnliga hjärnor visar en större aktivitet mellan hjärnhalvorna. Forskning som genomfördes på spädbarn som var 9-17 månader gamla visade att de leker med för sitt kön stereotypa leksaker. Redan spädbarn som är två till tre månader gamla visar skillnader när det gäller spatial förmåga. Flickor i den åldern visar en större benägenhet att titta på ansikten medan pojkar visar en större benägenhet att titta på saker.
Psykologen Richard Lippa har genomfört en enkätundersökning där han undersökte mäns och kvinnors intressen. Enkäten fylldes i av 200 000 respondenter i 53 olika länder. Resultatet visar att män överlag är mer intresserade av tekniska yrken medan kvinnor är mer intresserade av yrken som har med människor att göra. Lippa menar att eftersom skillnaden i intressen var stabil i alla länder där undersökningen genomfördes pekar det på att det finns någon biologisk komponent som spelar roll. Evolutionspsykologen Anne Campbell ser förklaringen till intresseskillnader i att kvinnor är de som föder barn och att de därmed av naturen försetts med intressen som hjälper dem att tillfredsställa barnets behov.
Steven Pinker räknar upp ett antal bevis som enligt honom indikerar en biologisk skillnad mellan män och kvinnor. Han citerar antropologen Donald Brown som menar att det finns många skillnader mellan män och kvinnor oavsett kultur (t ex att kvinnor tar mer hand om barn, att män är mer tävlingsinriktade än kvinnor och att män har en bättre rumslig uppfattning). Skillnader i intressen och sysselsättning återfinns hos andra däggdjur vilket Pinker menar talar för att det finns liknande skillnader hos människans olika kön. Han refererar även till 25 stycken pojkar som strax efter födseln av olika skäl genomgick en könsomvandling och som därefter uppfostrades som flicka. I samtliga fall kände personerna att de egentligen var pojkar, exempelvis hade de väldigt "manliga" intressen. En meta-analys på 172 studier där 28 000 personer ingick visar dessutom att föräldrar inte behandlar pojkar och flickor olika när det gäller uppmuntran. En studie där 100 lärare och 1 800 studenter ingick visade att lärarna baserade sin uppfattning om eleverna inte på deras kön utan på deras faktiska prestation och motivation.